# Bollodingen
Bollodingen là một đô thị ở huyện Wangen ở bang Bern ở Thụy Sĩ. Đô thị này có diện tích 2 km², dân số năm 2005 là 224 người.